# Phyllolabis geigeri
Phyllolabis geigeri är en tvåvingeart som beskrevs av Podenas och Jaroslav Stary 1997. Phyllolabis geigeri ingår i släktet Phyllolabis och familjen småharkrankar. Inga underarter finns listade i Catalogue of Life.